# Yilmaz Gülüm
Yilmaz Gülüm (* 13. Juli 1989 in Wien) ist ein österreichischer Journalist. 

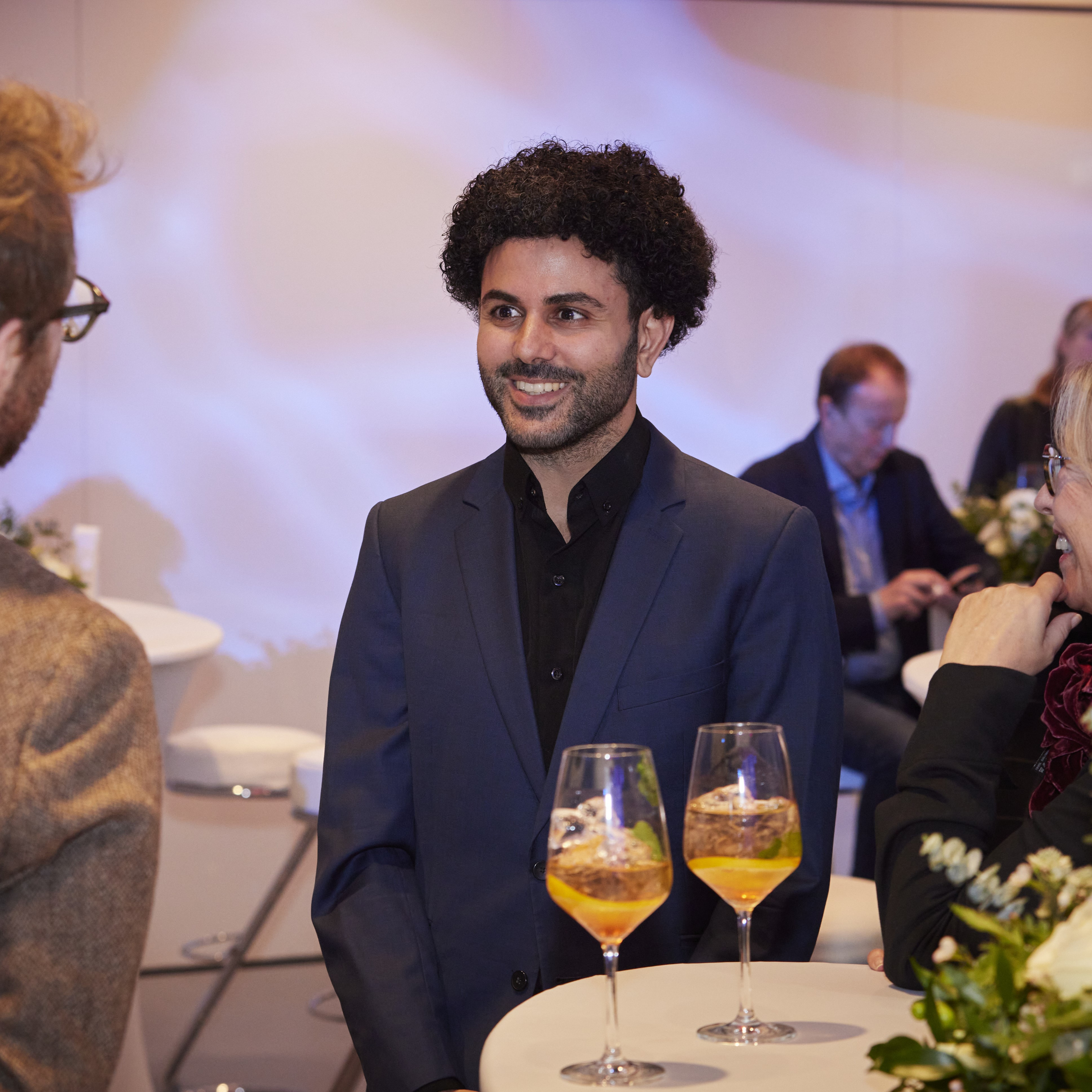
Yilmaz Gülüm (2024)

## Leben
Yilmaz Gülüm wurde in Wien geboren. Seine Eltern kamen ein Jahr vor seiner Geburt als Flüchtlinge aus der Türkei nach Österreich. Gülüm studierte an der Universität Wien – er hat Bachelor-Abschlüsse in Publizistik- und Kommunikationswissenschaften sowie in Internationale Entwicklung, und einen Master-Abschluss in Politikwissenschaften.
Gülüm begann noch während seines Studiums als freier Journalist zu arbeiten. Er publizierte unter anderem in der Wiener Zeitung, in Der Standard sowie im Falter. Ab 2012 leitete er gemeinsam mit Helge Fahrnberger den Medienwatchblog Kobuk.at. Seit 2020 hält er die dazugehörige Lehrveranstaltung an der FH Wien alleine ab.
Von 2014 bis 2015 arbeitete Gülüm als Politik-Redakteur bei Puls 4 und war für die damaligen Hauptabendnachrichten „Guten Abend Österreich“ im Einsatz. 2015 wechselte er gemeinsam mit Eva Weissenberger und Julia Ortner zum Wochenmagazin News. 2016 wurde er für Berichte über die Flüchtlingskrise mit dem Claus-Gatterer-Preis ausgezeichnet. Im gleichen Jahr kürte ihn das US-Magazin Forbes zu den europaweit „30 besten unter 30“ in der Kategorie Medien.
Seit 2017 ist Gülüm Redakteur beim Politik-Magazin Report im ORF. Für seine Berichterstattung rund um die Corona-Pandemie erhielt er 2022 den Preis der Österreichischen Ärztekammer „für besondere publizistische Leistungen im Interesse des Gesundheitswesens“. Im Jänner 2025 erhielt er die zweitmeisten Stimmen für seine Bewerbung für die Leitung der Sendung Report.
Aufsehen erregte er 2024 mit mehreren Reportagen über desolate Wohnverhältnisse in Wien. Für diese Reportagen wurde er mit dem Robert-Hochner-Preis ausgezeichnet. Im selben Jahr wurde er mit dem Winfra-Journalismus-Preis ausgezeichnet.
Im Mai 2025 wurde bekannt, dass Gülüm künftig auch die Sendung Report moderieren wird.

## Auszeichnungen
- 2013: Der österreichische Journalist: Die Besten 30 unter 30
- 2015: Prälat-Leopold-Ungar-JournalistInnenpreis Lobende Anerkennung[11]
- 2016: Forbes Europe: Best 30 under 30, Media[12]
- 2016: Claus-Gatterer-Preis[13]
- 2017: Forbes Austria: Best 30 under 30[14]
- 2017: Walther-Rode-Preis (als Teil der Report-Redaktion)[15]
- 2019: Robert-Hochner-Preis (als Teil der Report-Redaktion)[16]
- 2022: Preis der Österreichischen Ärztekammer
- 2024: mit Faris Endris Rahoma: Robert-Hochner-Preis[17]
- 2024: Winfra-Journalismus-Preis[18]